# Roland Obersteg
Roland Beda Johannes Obersteg (* 15. Dezember 1960) ist ein Konteradmiral der Marine der Bundeswehr und seit Oktober 2020 Chef des Stabes des Kommando Cyber- und Informationsraum in Bonn.

## Militärische Laufbahn
Obersteg legte 1980 sein Abitur in Papenburg ab und trat bei der 2. Kompanie des Krankentransportbataillons 130 in der Von-Lettow-Vorbeck-Kaserne in Leer in die Bundeswehr ein. 1981 wechselte er in die Laufbahn der Offiziere des Truppendienstes und begann als Offizieranwärter die Offizierausbildung an der Offizierschule der Luftwaffe in Fürstenfeldbruck. Er studierte ab 1982 an der Universität der Bundeswehr München das Studienfach Luft- und Raumfahrttechnik und schloss das Studium als Diplom-Ingenieur ab.
1986 wurde Obersteg Technischer Offizier beim Aufklärungsgeschwader 52 in Stadum/Leck und 1989 Adjutant des Divisionskommandeurs der 3. Luftwaffendivision in der Von-Seydlitz-Kaserne in Kalkar. Es schloss sich eine Verwendung als Leiter Studentenfachbereichsgruppe Luft- und Raumfahrttechnik an der Universität der Bundeswehr München an sowie der Wechsel der Teilstreitkraft von der Luftwaffe zur Marine. Am 5. August 1994 wurde Obersteg im Dienstgrad Kapitänleutnant Staffelchef der Instandsetzungsstaffel des Marinefliegergeschwaders 2. Am 1. April 1997 übergab Obersteg, mittlerweile zum Korvettenkapitän befördert, den Dienstposten, um S 3 und stellvertretender Kommandeur der Technischen Gruppe des Marinefliegergeschwaders 2 zu werden. Anschließend besuchte er den Internationalen General- und Admiralstabslehrgang an der Führungsakademie der Bundeswehr in Hamburg. 
1999 wurde Obersteg A1-Stabsoffizier der Flottille der Marineflieger auf dem Marinefliegerhorst Holtenau in Kiel. Ab 2001 war Obersteg als Fregattenkapitän im Bundesministerium der Verteidigung als Referent in der Abteilung PSZ im Bereich Personalmarketing tätig. 2003 wurde er Dezernent im Personalamt der Bundeswehr in der Mudra-Kaserne in Köln als Personalführer III 22 und 2006 Kommandeur der Technischen Gruppe beim Marinefliegergeschwader 3 „Graf Zeppelin“ auf dem Fliegerhorst Nordholz.
2007 nahm Obersteg am Senior Course 111 am NATO Defense College in Rom teil und wurde 2008 im Dienstgrad Kapitän zur See Leiter des Zentrums für Nachwuchsgewinnung Nord in Hannover. 2011 folgte eine Verwendung als Abteilungsleiter III für Transport- und Sonderluftfahrzeuge im Waffensystemkommando der Luftwaffe in der Luftwaffenkaserne in Köln. 2012 wechselte er ins Bundesamt für Ausrüstung, Informationstechnik und Nutzung der Bundeswehr nach Koblenz als Referatsleiter des Referats 3.1/4.2 in der Abteilung Luft. Dort war er für Flugzieldarstellung, Transportluftfahrzeuge und Marinehubschrauber zuständig sowie Sonderbeauftragter Luft für die Zusammenführung von Rüstung und Nutzung. Anschließend wurde Obersteg 2014 stellvertretender Abteilungsleiter der Abteilung II (Personalgewinnung) im Bundesamt für das Personalmanagement der Bundeswehr und 2015 stellvertretender Unterabteilungsleiter der Unterabteilung IV und Projektkoordinator Rüstungsprojekte in der Abteilung Ausrüstung im Bundesministerium der Verteidigung auf der Hardthöhe in Bonn. Anschließend wurde er im April 2017 Abteilungsleiter Führung im Kommando Cyber- und Informationsraum. Seit Oktober 2020 ist er Chef des Stabes des Kommandos.

## Mitgliedschaften
Obersteg ist als Vertreter des Organisationsbereichs Cyber- und Informationsraum der Bundeswehr Mitglied im Beirat der Clausewitz-Gesellschaft.

## Privates
Obersteg ist evangelisch-lutherisch, verheiratet und hat drei Töchter. Er ist Vorsitzender des SC Rheinbach 1913 e. V.